# Caloptilia leucothoës
Caloptilia leucothoës är en fjärilsart som beskrevs av Tosio Kumata 1982. Caloptilia leucothoës ingår i släktet Caloptilia och familjen styltmalar. Inga underarter finns listade i Catalogue of Life.